# Fricktaler Höhenweg

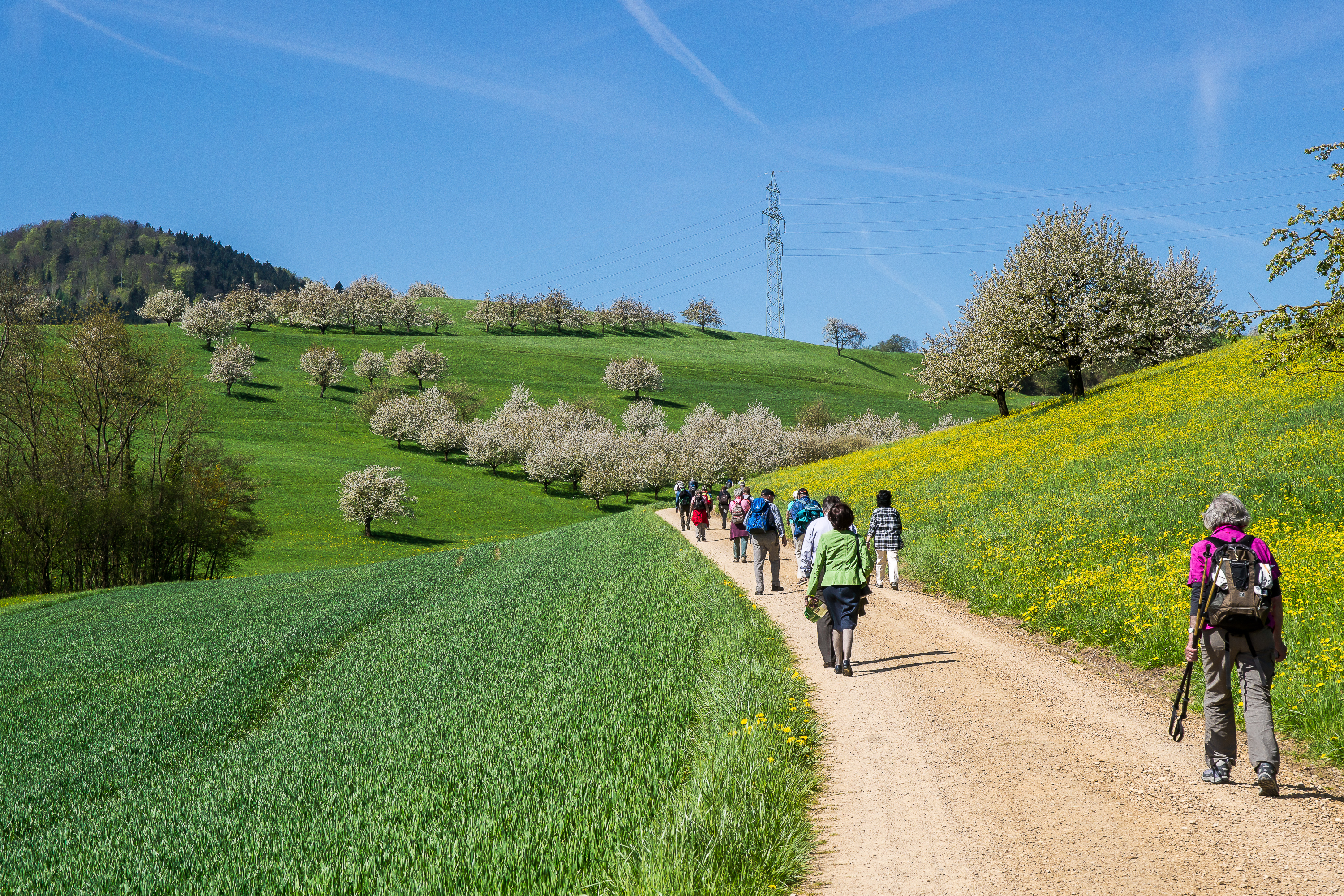
Fricktal während der Kirschblüte im April

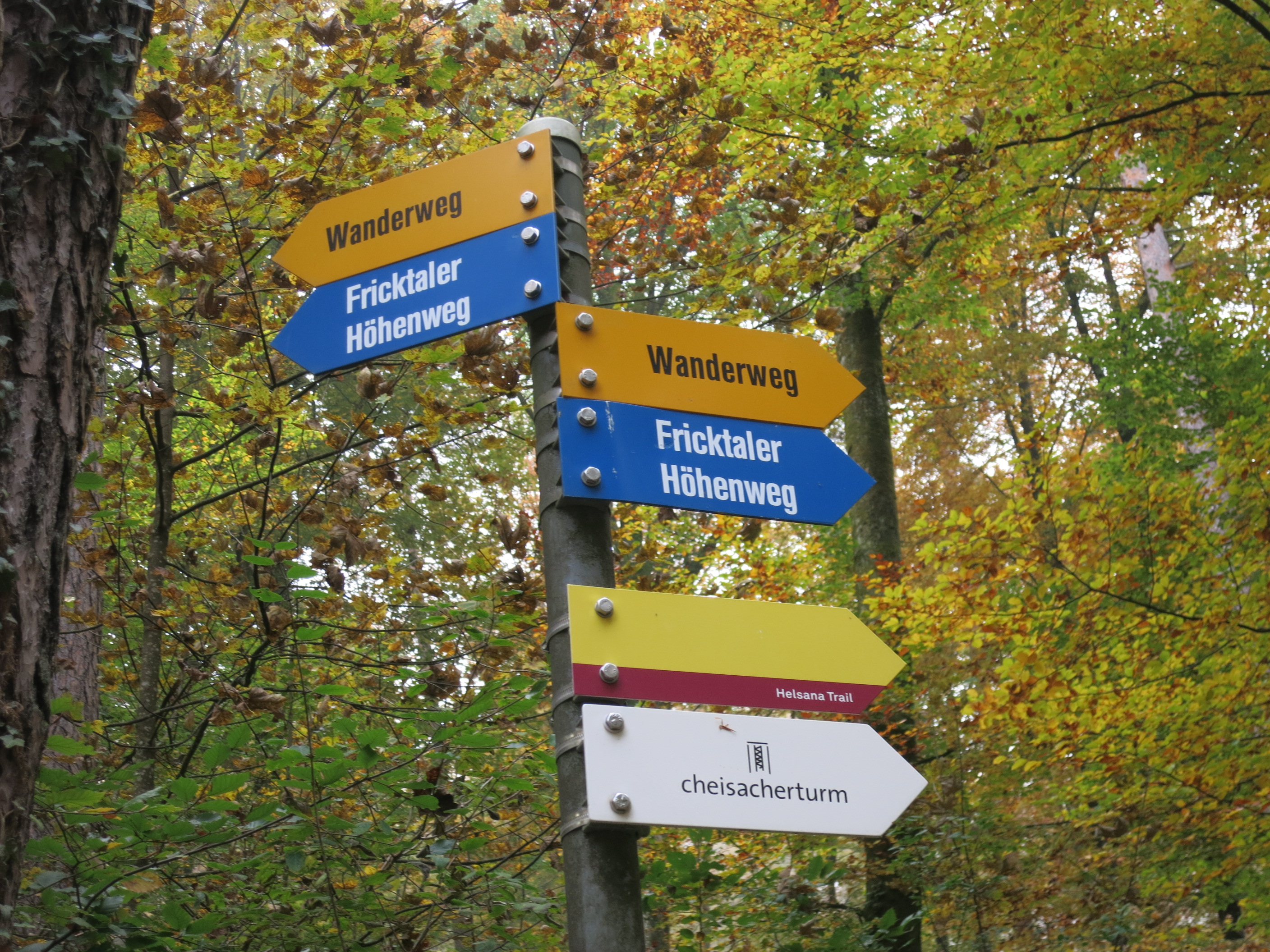
Beschilderung Fricktaler Höhenweg

Der Fricktaler Höhenweg ist eine etwa 60 km lange schweizerische Wanderroute, die über Ausläufer des Tafeljuras von der Zähringerstadt Rheinfelden über den Marktflecken Frick zum Weindorf Mettau führt. Er gilt als Erlebnispfad in einer hügeligen Naturlandschaft mit kulturellen Sehenswürdigkeiten und dient der Förderung des Wanderwesens im Fricktal. Unterhalten wird der Fricktaler Höhenweg von freiwilligen Helfern.

## Entstehung
Im Jahre 1988, angeregt durch die gemeinsame geschichtliche Vergangenheit der beiden Aargauer Bezirke Rheinfelden und Laufenburg und auf die Initiative von Max Mahrer hin, übernahmen Freiwillige die Markierung dieses Weges. Die Erstellungskosten des Wanderweges trug damals die Aargauische Kantonalbank anlässlich ihres 75-jährigen Jubiläums.

## Gestaltung

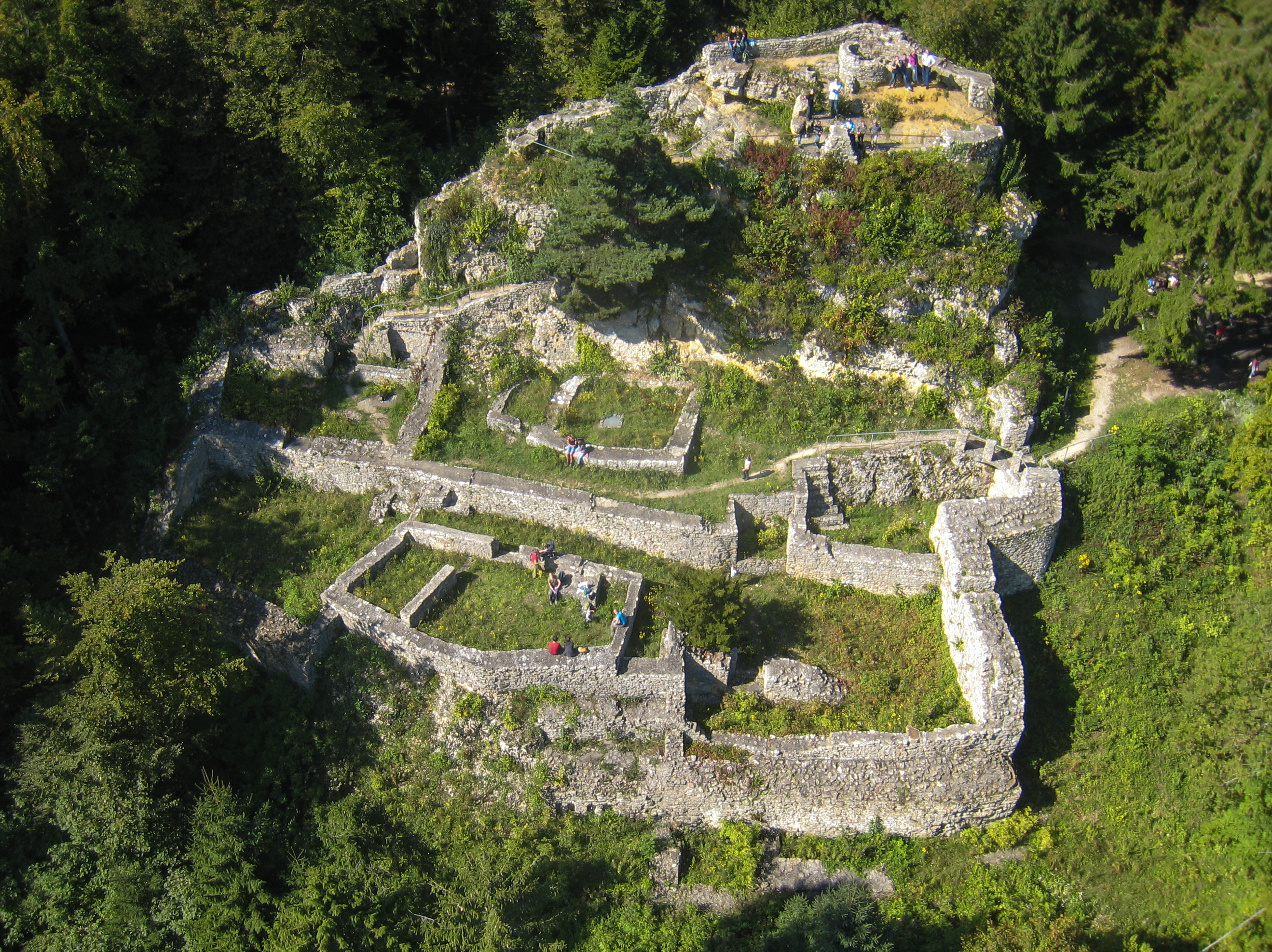
Burgruine_Alt-Thierstein

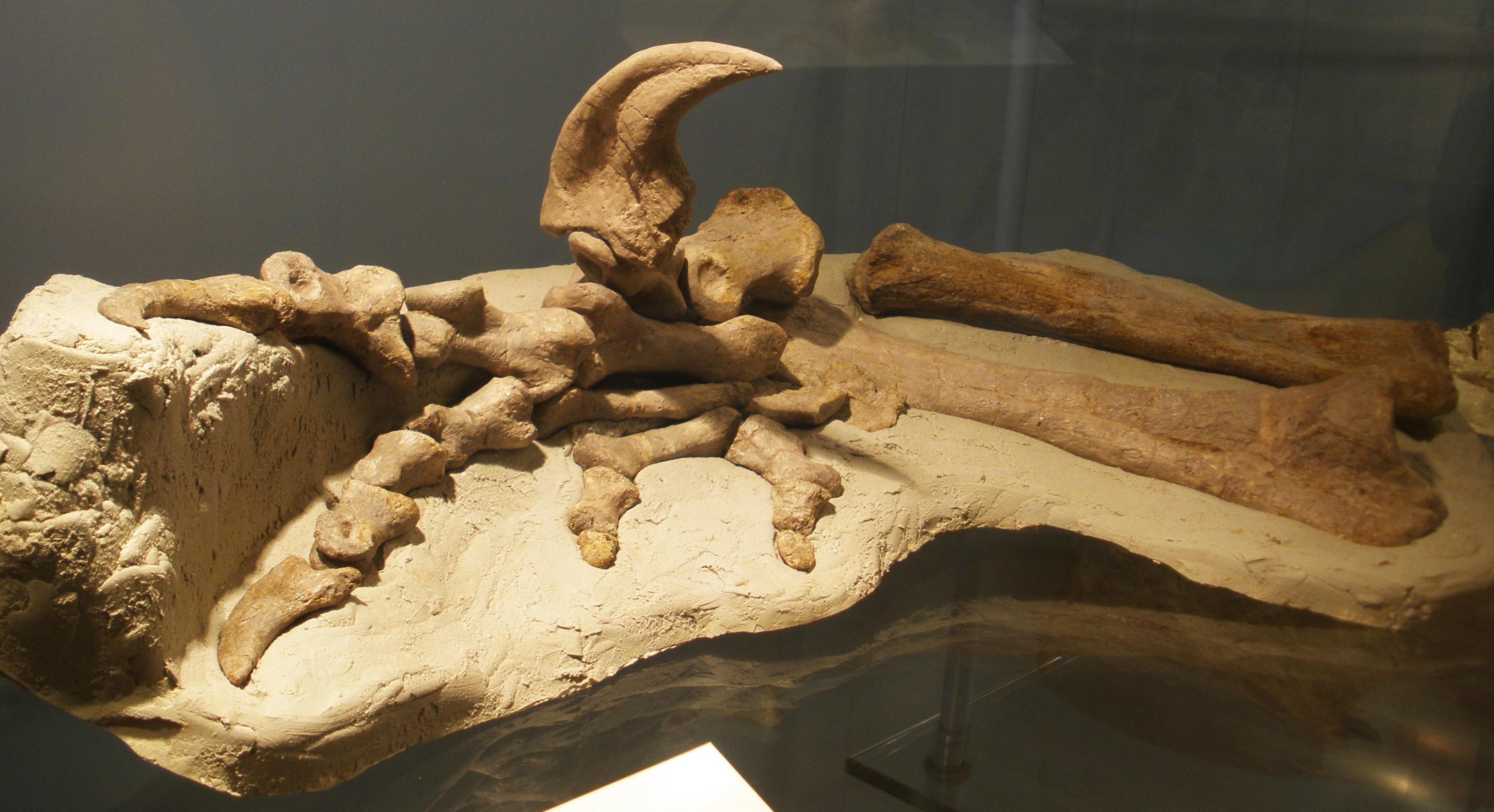
Sauriermuseum Frick

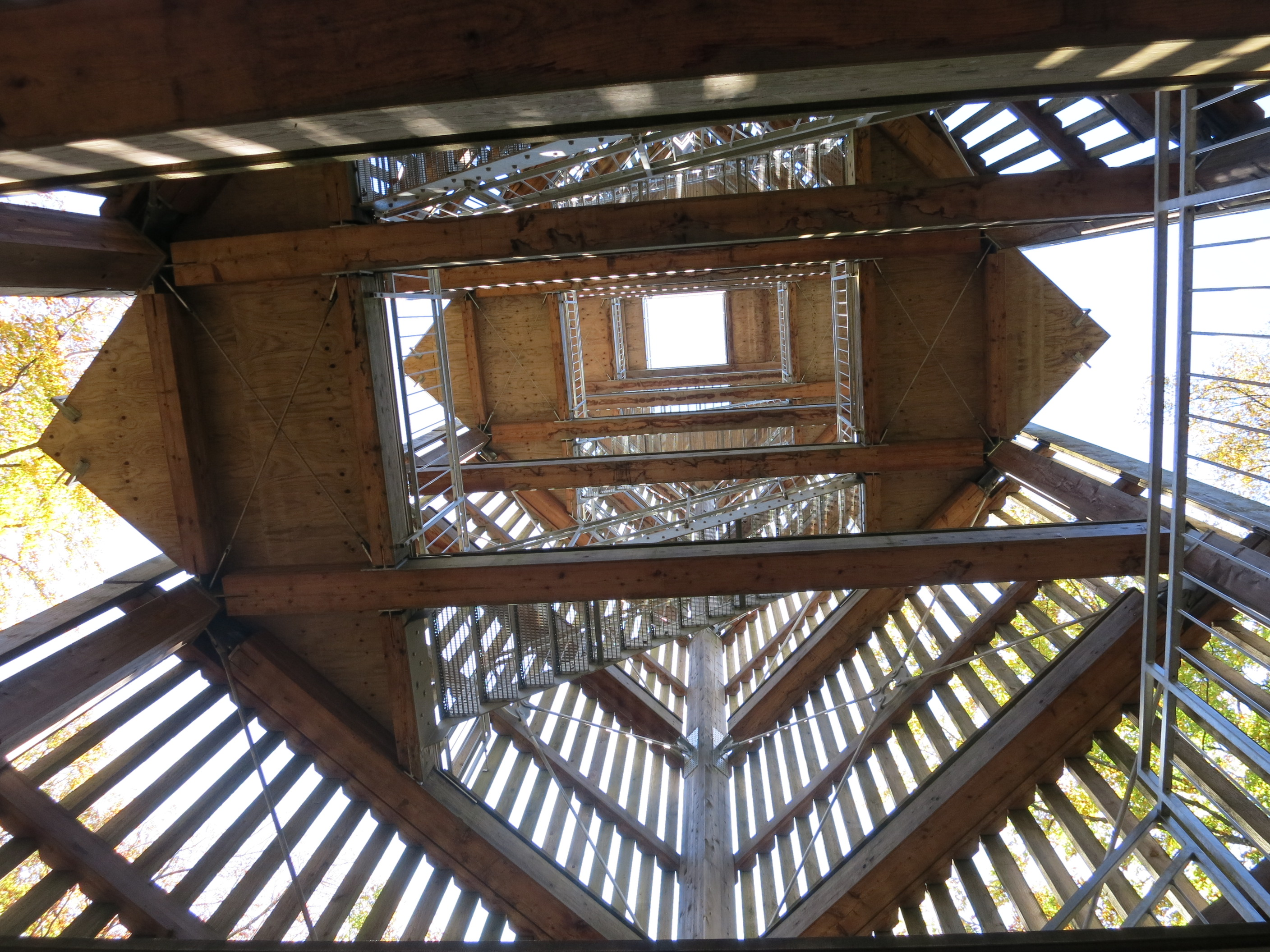
Cheisacherturm

In der Landschaft des Fricktals bewegt sich der Wanderer auf geschichtsträchtigem Boden. Dies bringen auch die Wegweiser des Fricktaler Höhenweges zum Ausdruck, welche sich von den gelben Schildern der Schweizer Wanderwege SAW unterscheiden. Die blauen Schilder ziert ein Wappen, das auf weissem Grund ein grünes Lindenblatt zeigt. Es handelt sich dabei um das Hoheitszeichen des Kantons Fricktal (1802–1803), das auf die bewegte geschichtliche Vergangenheit der Grenzregion zwischen Jura und Rhein hinweisen soll.

### Verlauf des Höhenweges
- Rheinfelden (285 m, Bahnhof)
- Steppberg (395 m)
- Magdener Galgen (449 m)
- Sonnenberg (632 m, Aussichtsturm)
- Zeiningen (340 m, Bushaltestelle)
- Chriesiberg (545 m)
- Looberg (571 m)
- Wabrig (555 m, Aussichtspunkt)
- Flugplatz Schupfart (Restaurant)
- Tiersteinberg (749 m, Aussichtspunkt)
- Burgruine Alt-Tierstein (630 m)
- Frick (361 m, Bahnhof, Sauriermuseum)
- Wettacher (614 m, Schutzhütte)
- Schynberg (722 m, Aussichtspunkt, Bergkreuz)
- Marchwald (607 m)
- Weiler Sennhütten (634 m, Waldschenke, Herberge)
- Aussichtspunkt Cheisacherturm (698 m, Bergkuppe)
- Bürersteig/Passhöhe (550 m, Bushaltestelle, Sperrstelle Bürersteig)
- Laubberg (648 m, Bergkapelle)
- Mettauertal (Punkt 352)
- Mettau (346 m, Barockkirche)

### Wandervorschläge für Vereine und Gruppen
Die folgenden Wandervorschläge können auch in umgekehrter Richtung ausgeführt werden. Alle Vorschläge gelten als leichtere Wanderungen und sind zeitlich gut berechnet (ohne Pausen). An sämtlichen Rastorten sind Feuerstellen vorhanden.

#### Zähringerstadt Rheinfelden – Dorf Wegenstetten
Wanderzeit: ca. 5 Stunden
Rheinfelden (285 m, Bahnhof) – Steppberg (395 m) – Magdener Galgen (449 m) – Sonnenberg (632 m, Aussichtsturm, Turmstube) – Weindorf Zeiningen (340 m, Bushaltestelle) – Chriesiberg (545 m) – Looberg (571 m) – Wabrig (Punkt 555, Aussichtspunkt) – Flugplatz Schupfart (Wegkreuz, Beginn Landepiste) – Dorf Wegenstetten (436 m). Busverbindungen nach Rheinfelden und Gelterkinden.
Rastorte: Aussichtsturm Sonnenberg, Schutzhütte Spitzgraben Punkt 518 vor dem Chriesiberg. In Wegenstetten: Landgasthöfe Schlüssel und Adler. Der Aussichtsturm auf dem Sonnenberg ist jederzeit zugänglich. Die Turmstube ist jeden Sonn- und Feiertag zum Kaffeehalt geöffnet.

#### Dorf Wegenstetten – Marktflecken Frick
Wanderzeit: ca. 4 Stunden
Wegenstetten (436 m, Bushaltestelle Abzw. Schupfart, Wegkreuz) – Flugplatz Schupfart (545 m, Restaurant) – Fazedellerkreuz (703 m) – Abstecher: Wallfahrtskapelle Buschberg (690 m, Wanderzeit: Hin und zurück ca. 20 Min.) – Fazedellerkreuz (703 m) – Tiersteinberg (749 m, Aussichtspunkt) – Burgruine Alt-Tierstein (630 m) – Marktflecken Frick (361 m, Bahnhof).
Rastorte: Restaurant Airpick (Flugplatz), Tiersteinberg (Aussichtspunkt), Burgruine Alt-Tierstein. In Frick Nähe Bahnhof: Restaurant Bahnhof und Warteck sowie Hotel Planenhof. Anmerkung: Die Wegstrecke Wegenstetten bis Beginn Flugplatz Schupfart (Wegkreuz) ist nicht markiert.

#### Weinbaudorf Zeiningen – Marktflecken Frick
Wanderzeit: ca. 5 Stunden
Weindorf Zeiningen (340 m, Bushaltestelle Post) – Schutzhütte Spitzgraben (518 m) – Chriesiberg (545 m) – Looberg (571 m) – Wabrig (P. 555, Aussichtspunkt) – Flugplatz Schupfart (Restaurant) – Fazedellerkreuz (703 m) – Tiersteinberg (749 m, Aussichtspunkt) – Burgruine Alt-Tierstein (630 m) – Marktflecken Frick (361 m, Bahnhof).
Rastorte: Schutzhütte Spitzgraben Punkt 518, Restaurant Airpick (Flugplatz), Tiersteinberg (Aussichtspunkt), Burgruine Alt-Tierstein. In Frick Nähe Bahnhof: Restaurant Bahnhof und Warteck sowie Hotel Platanenhof.

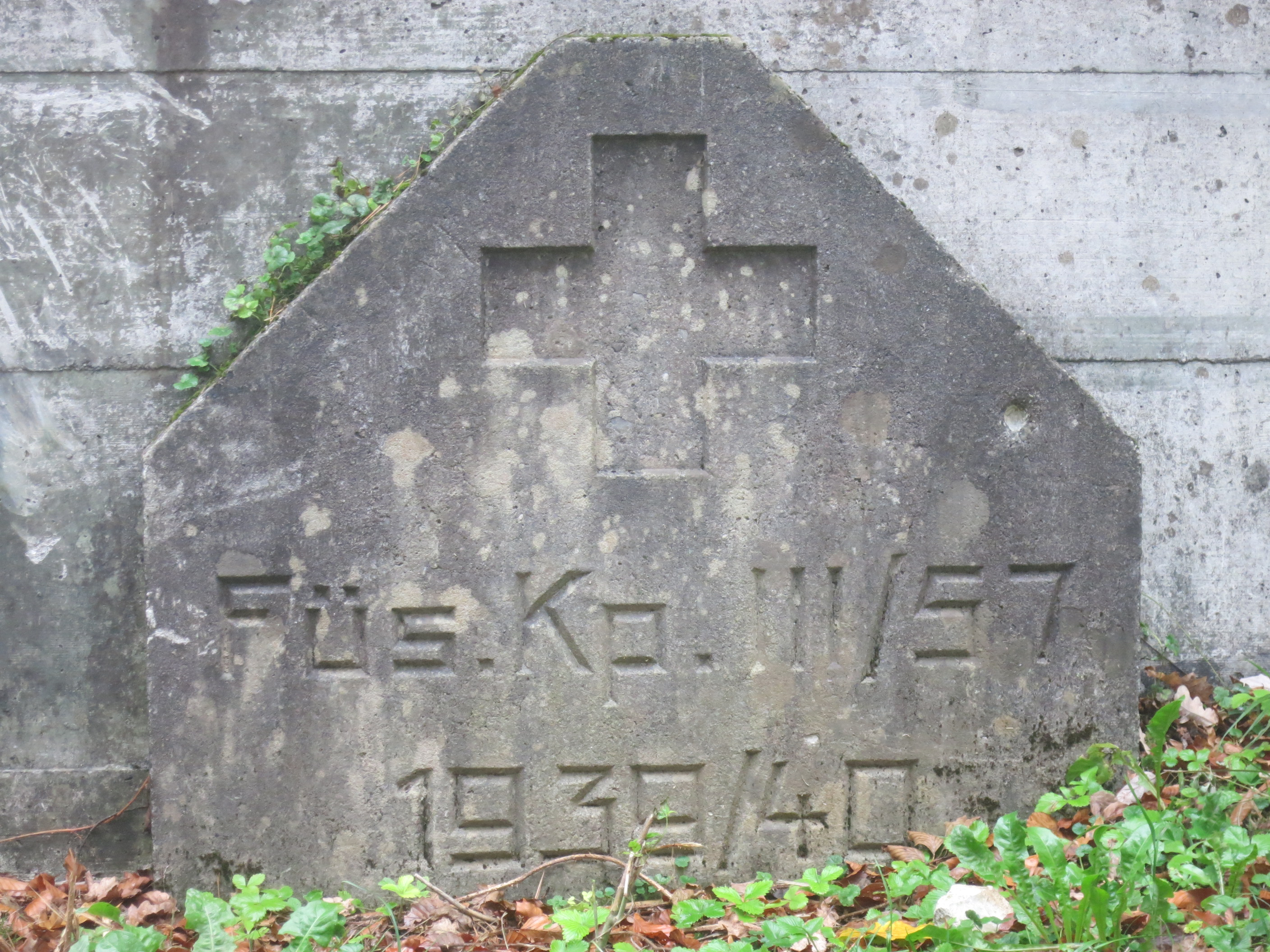
Bürersteig

#### Marktflecken Frick – Bürersteig / Passhöhe
Wanderzeit: ca. 5 3/4 Stunden bzw. ca. 5 Stunden
Frick (361 m, Bahnhof) – Wettacher (614 m, Schutzhütte) – Schynberg-Grat (722 m, Aussichtspunkt, Bergkreuz) – Marchwald (607 m) – Weiler Sennhütten (634 m, Herberge) – Aussichtspunkt Cheisacher (698 m, Bergkuppe) – Bürersteig/Passhöhe (550 m, Bushaltestelle). Buslinie: Brugg-Mettau-Laufenburg-Frick. Abkürzungsmöglichkeit: Ohne den Schynberg. Zeitgewinn: zirka 3/4 Std.
Rastorte: Wettacher (Schutzhütte), Schynbergs-Grat (Bergkreuz), Weiler Sennhütten (Waldschenke), Aussichtspunkt Cheisacher. Anmerkung: Auf der Bürersteig / Passhöhe befindet sich kein Restaurant.

#### Bözberg / Passhöhe – Weinbaudorf Mettau
Wanderzeit: ca. 5 Std.
Bözberg, Bushaltestelle Stalden (Punkt 569, Restaurant Bären) – Weiler Sennhütten (634 m, Waldschenke) – Aussichtspunkt Cheisacher (698 m, Bergkuppe) – Bürersteig/Passhöhe (550 m, Bushaltestelle) – Laubberg (648 m, Bergkapelle) – Gansinger Panoramaweg – Mettauertal (Punkt 352, Bushaltestelle Linde) – Weinbaudorf Mettau (345 m, Barockkirche, Bushaltestelle Post).
Rastorte: Weiler Sennhütten (Waldschenke, Herberge), Aussichtspunkt Cheisacher, Laubberg. In Mettau: Gasthof Linde gegenüber der Kirche / Bushaltestelle Post sowie Restaurant Anmerkungen: a) Zufahrt zum Bözberg Stalden: Mit dem fahrplanmässigen Bus ab Bahnhof Brugg oder Frick. b) Der Wanderweg vom Bözberg bis zum Weiler Sennhütten ist nur gelb/rot markiert.

#### Kurzwanderung: Bürersteig / Passhöhe – Weinbaudorf Mettau
Wanderzeit: ca. 2 Std.
Bürersteig/Passhöhe (550 m, Bushaltestelle) – Laubberg (648 m, Bergkapelle) – Gansinger Panoramaweg – Mettauertal (Punkt 352) – Weindorf Mettau (345 m, Barockkirche, Bushaltestelle, Gasthof Linde)

#### Zwei-Tageswanderung: Marktflecken Frick – Weiler Sennhütten – Weinbaudorf Mettau
1. Tag: Marktflecken Frick (361 m, Bahnhof) – Wettacher (614 m, Schutzhütte) – Schynbergs-Grat (722 m, Bergkreuz, Aussichtspunkt) – Marchwald (607 m) – Weiler Sennhütten (634 m, Herberge, Waldschenke). Wanderdauer: ca. 4 Stunden. Übernachten in der Herberge.
2. Tag: Weiler Sennhütten (634 m) – Ampfernhöhe (579 m) – Aussichtspunkt Cheisacher (698 m, Bergkuppe) – Bürersteig/Passhöhe (550 m, Bushaltestelle) – Laubberg (648 m, Bergkapelle) – Gansinger Panoramaweg – Mettauertal (Punkt 352) – Weindorf Mettau (345 m, Barockkirche, Bushaltestelle). Wanderdauer: ca. 3 ½ Stunden.
Rastorte: Wettacher, Schynberg (Bergkreuz), Weiler Sennhütten (Waldschenke), Aussichtspunkt Cheisacher und Laubberg. In Mettau: Gasthof Linde gegenüber der Kirche und Bushaltestelle Post sowie Restaurant Sternen.

### Karte
Folgendes Kartenmaterial eignet sich (Massstab 1:50'000):
- die Aargauer Wanderkarte
- die Wanderkarte Liestal (Blatt 214 T)
- Liestal (Blatt 214)